# Гоман Олексій Володимирович
Олексій Володимирович Гоман (нар.. 12 вересня 1983, Мурманськ, СРСР) — російський співак, автор пісень, поет, композитор, актор. Переможець конкурсу «Народний артист» на телеканалі «Росія».

## Біографія
Народився 12 вересня 1983 в музичній білоруській родині, але основна робота батьків не була пов'язана з музикою.
Батько працював за спеціальністю слюсар-електрик, мама працювала в одній з військових частин Мурманська.
Батьки рано померли. Батько помер від важкого легеневого захворювання (астми), коли ледь виповнилося 15, а мати померла від інфекційного захворювання легенів ще через кілька років. зі старшим братом Євгеном залишилися сиротами.
Музичні здібності проявилися ще в дитинстві, коли його вчили грати на гітарі брат і мама. Трохи пізніше прийшов у палац культури, де Мєтєлєв Геннадій запропонував йому вступити до тріо. У цьому тріо, де він виступав з хлопчиком і дівчинкою, прийшов перший успіх. Група займала призові місця на різноманітних музичних конкурсах, склад також охоче запрошували співати вечорами в популярні ресторани міста.
Після закінчення 9 класів вступив до училища на спеціальність «слюсар-електрик з ремонту електроустаткування міського транспорту (тролейбусів)». Будучи вже відомим у рідному місті, юний співак працював у тролейбусному депо № 2. Після цього вступив до Мурманського державного педагогічного університету на перший курс за напрямком «соціально-культурна діяльність».

## Початок музичної кар'єри
В інституті Олексій Гоман взяв участь у постановці NotreDame de Paris, в якому він виконав роль поета Гренгуара. Його авторами стали Ніна Курганова, глава консульства Франції в Санкт-Петербурзі і Євген Гоман, який до того моменту був відомим постановником вистав і ведучим радіо-шоу «Європа+» в Мурманську.
Незабаром куратор інститутської групи запропонував йому змінити «маленьке, але гарне місто Мурманськ» на факультет культурології Санкт-Петербурзького університету культури і мистецтв. Тут Олексій і закінчив навчання (режисерський факультет), встигаючи гастролювати по країні і записувати альбоми.
Про відбірковий тур до проєкту «Народний артист» співак дізнався на відпочинку в Сочі. Олексій відправився до Москву, де з піснею «Російський хлопець» співак здобув перемогу.

## «Слов'янський базар»
У 2006 році Олексій Гоман виступив на пісенному фестивалі «Слов'янський базар», причому саме як учасник. Раніше він виступав на конкурсі, але лише в якості гостя. Гран-прі, щоправда, дісталося іншій учасниці з Росії, але Олексій Гоман посів не менш почесне третє місце.

## У проєкті «Танці з зірками-2»
У цьому ж році співак взяв участь у проєкті «Танці з зірками». Він виступав у парі з чемпіонкою світу з латиноамериканських танців — дев'ятнадцятирічної Людмилою Чегринець. Всього за три місяці, практично не вміючи танцювати, Олексій опанував майстерність танцю. Він навчився танцювати як класичні, так і латиноамериканські танці. Завдяки своїй ретельності Олексій та Людмила дійшли до півфіналу і досягли третього місця.

## Льодовиковий період
У 2014 році Олексій Гоман взяв участь у шоу «Льодовиковий період» на Першому каналі в парі з Яною Хохловою. Пара виступала дуже цікаво, але до фіналу не дійшла. Гоману приписували роман з партнеркою по катанню, але сам артист заперечує цей факт.
Сам Олексій так говорить про участь у проєкті: «Це самий складний проєкт, в якому мені довелося брати участь. Я до цього ніколи не катався на ковзанах, ну три рази тільки стояв, але це не вважається. Чесно кажучи, ніколи не розумів сенсу надягати таке незручне взуття і розсікати по льоду. Однак, коли Ілля Авербух покликав мене до „Льодовикового періоду“, я, подивившись кілька програм, зрозумів, що мені це цікаво. Поки молодий і є сили, хочеться спробувати себе скрізь. Тим більше, я до цього брав участь у проєкті „Танці з зірками“ і сподівається, що той колишній досвід мені допоможе на льоду».

## Театр
Олексій Гоман закінчив театральну школу Германа Сидакова. Вже кілька років грає у різних виставах.
Зараз співак працює з музичним колективом, з яким почав співпрацювати ще в 2009 році. При цьому Гоман не забуває виконувати пісні переважно власного виробництва. У 2010 році Олексія нагородили орденами «Молоде дарування Росії — Чароітова зірка» і «Служіння мистецтву» I ступеня («Золота зірка»). На даний момент в дискографії співака числиться три альбоми: «Російський хлопець», «Промінь сонця золотого» і «Травень». Працює над 4-м сольним альбомом.

## Особисте життя
На проєкті «Народний артист» Олексій познайомився з Марією Зайцевою, учасницею групи «Асорті». Побралися Олексій і Марія в 2009 році, хоча до цього зустрічалися 6 років. У 2012 році у подружжя з'явилася на світ донька, яку назвали Александріною.

## Нагороди
- Медаль ордена «За заслуги перед Вітчизною» I ступеня (18 травня 2017 року) — за заслуги у розвитку культури, великий внесок у підготовку та проведення важливих творчих і гуманітарних заходів[1]
- Медаль ордена «За заслуги перед Вітчизною» II ступеня (14 серпня 2014 року) — за великі заслуги в розвитку вітчизняної культури і мистецтва, телерадіомовлення, друку, зв'язку та багаторічну плідну діяльність[2].
- Подяку міністра культури РФ (21 березня 2014 року).
- Орден «Служіння мистецтву» I ступеня («Золота зірка») (25 березня 2011 року) — за внесок в збереження і розвиток духовних і естетичних традицій Росії.
- Орден «Молоде дарування Росії — Чароітова зірка» (2010 рік).

## Дискографія
1. 2004 — Російський хлопець
1. Рідний дім
2. Не бреши
3. Віриться — збудеться
4. Дощ (дует з М. Зайцевої)
5. Не плач
6. Жорстока дівчина
7. Я шукаю тебе
8. Місяць і текіла
9. Я буду сонячним днем
10. Російський хлопець

2. 2006 — Промінь сонця золотого
1. Хмари (дует з Л. Ніколаєвою)
2. Віриться-збудеться
3. Росіянка
4. Я шукаю тебе
5. Дощ (дует з М. Зайцевою)
6. Я буду сонячним днем
7. Не бреши
8. Не плач
9. Промінь сонця золотого
10. Солодше шоколаду (дует з Ж. Фріске)
11. Кривдять
12. Зірочка моя ясна
13. Місяць і текіла
14. Російський хлопець
15. Російський хлопець + Хмари (відео)

3. 2008 — Травень
1. Травень
2. Завелася
3. Втратив тебе
4. Повіки синім
5. Квиток на Місяць
6. Вкраду (дует з М. Зайцевої)
7. Квиток в одну сторону
8. За того хлопця
9. Кохання, дароване небом
10. Це могло бути любов'ю
11. Світла хмара
12. Шанс
13. Травень (відеокліп)

## Телебачення
- 2006 — Слава богу, ти прийшов! — гість.

Веде програму про подорожі на каналі «Моя планета».

## Фільмографія
- 2007 — 2008 — «Любов — не шоу-бізнес»
- 2010 — Джокер (серіал) — Стас